# مسيانية
المسيانية او المسيحانية هو الإيمان بقدوم المسيح, والديانات لها مفاهيم متعلقة بالمسيانية. تشمل الأديان ذات مفهوم المسيح,، الهندوسية (كريشنا)، البوذية ( مايتريا)، اليهودية (المشيح) والمسيحية (يسوع المسيح) والإسلام (عيسى المسيح، المهدي المنتظر)، والإيمان الدرزي (عيسى وحمزة بن علي)، الوثنية الجديدة (دايفيد لين)، الطاوية (لي هونغ)، و البابية (الذي سيظهره الله)، البهائية (بهاء الله)، الأحمدية (ميرزا غلام أحمد), الزرادشتية (سوشیانت).
في اليهودية، سيكون المسيح ملكًا يهوديًا في المستقبل من سلالة داود ومخلصًا للشعب اليهودي. في المسيحية، يسوع هو المسيح، المخلص، والفادي، والله. في الإسلام، كان عيسي بن مريم العذراء نبيًا ومسيحًا للشعب اليهودي وتنبأ ببعثة محمد، وسيعود في نهاية الزمان ملكا مقسطاً عادلاً.

## الأديان الإبراهيمية

### اليهودية
الماشيح هو مصطلح مستخدم في الكتاب المقدس العبري لوصف الكهنة والملوك الذين تم مسحهم تقليديًا. على سبيل المثال، كورش الكبير ملك بلاد فارس، يشار إليه بـ "مسيح الله" (المسيح) في الكتاب المقدس.
في التقاليد اليهودية وعلم الأمور الأخيرة، جاء المصطلح للإشارة إلى ملك يهودي مستقبلي من سلالة داود، والذي سوف "يُمسح" بزيت المسحة المقدسة ويحكم الشعب اليهودي خلال العصر المسياني.
في اللغة العبرية القياسية ، غالبًا ما يُشار إلى المسيح باسم مليخ ها مشيح ( מלך המשיח ) حرفيا "الملك الممسوح".
ترى اليهودية الربانية واليهودية الأرثوذكسية الحالية أن المسيح سيكون مسيحًا، ينحدر من أبيه من خلال سلالة داود للملك داود، الذي سيجمع اليهود مرة أخرى إلى أرض إسرائيل ويفتح في عصر السلام.
بعد طرد اليهود من إسبانيا عام 1492، اعتقد العديد من الحاخامات الإسبان، مثل أبراهام بن إليعازر هاليفي، أن عام 1524 سيكون بداية العصر المسياني وأن المسيح نفسه سيظهر في 1530-1531.
ظهرت حركات مسيانية يهودية أرثوذكسية من حين لآخر عبر القرون بين المجتمعات اليهودية في جميع أنحاء العالم. هذه تحيط بمختلف المطالبين بالمسيح. ومع ذلك، من وجهة النظر اليهودية، فشل المطالبون في الوفاء بوعود الفداء، وظلوا عمومًا مع حفنة من الأتباع فقط. باستثناء يسوع، كان أشهر المطالبين بالمسيح سيمون بار كوخبا في القرن الثاني يهودا، ونحميا بن هوشيل في القرن السابع، الإمبراطورية الساسانية، وسبتاي زيفي في الإمبراطورية العثمانية في القرن السابع عشر (مقدمة إلى السبتيين)، ويعقوب فرانك في أوروبا القرن الثامن عشر، شكر كحيل أنا ويهوذا بن شالوم في القرن التاسع عشر العثماني في اليمن.هناك من يحدِّد حاليًا مناحيم مندل شنيرسون في القرن العشرين باسم ماشيح.
الطوائف الأخرى، مثل اليهودية الإصلاحية، تؤمن بعصر مسياني عندما يكون العالم في سلام، لكن لا توافق على أنه سيكون هناك مسيح كزعيم لهذا العصر

### المسيحية
في المسيحية، يُطلق على المسيح اسم المسيح والمخلص الذي سيأتي الخلاص للشعب اليهودي  والبشرية. "المسيح" هي الترجمة اليونانية لكلمة "المسيح"، والتي تعني "الممسوح". نشأ دور المسيح، المسيا في المسيحية، من مفهوم المسيح في اليهودية. على الرغم من أن مفاهيم المسيح في كل دين متشابهة، إلا أنها تختلف في معظمها عن بعضها البعض بسبب انقسام المسيحية واليهودية في القرن الأول. يعتقد المسيحيون أن يسوع هو المسيح اليهودي (الماشيح) في الكتاب المقدس العبري والعهد المسيحي القديم .
يعتقد المسيحيون أن النبوءات المسيانية تحققت في رسالته وموته وقيامته وصعوده إلى جلسته على العرش السماوي، حيث جلس عن يمين الله حيث ينتظر الآن حتى يصير أعداؤه موطئ قدم. من أجل رجليه "(عب 10: 12-13 نيت، نقلاً عن مزمور ملك داود 110: 1). يعتقد المسيحيون أن بقية النبوات المسيانية ستتحقق في المجيء الثاني للمسيح. إحدى النبوءات المميزة في المفهومين اليهودي والمسيحي للمسيح هي أن ملكًا يهوديًا من سلالة داود "يُمسح" بزيت المسحة المقدسة، سيكون ملكًا لملكوت الله على الأرض، وسيحكم الشعب اليهودي والبشرية خلال عصر المسيح والعالم الآتي.

### الإسلام
في الإسلام (الشيعة والسنة) ، يعتبر المهدي هو الموعود، ولكن هناك فرق في من هو المهدي، يعتقد الشيعة الاثني عشرية أن المهدي هو محمد ابن حسن العسكري، الإمام الثاني عشر وإمام زمانهم، الذي ولد قبله وهو الآن مخفي عن معظم الناس بمشيئة الله لأكثر من ألف عام وسيظهر في الوقت المحدد. لكن وفقًا لبعض أهل السنة، فإن المهدي هو شخص من نسل النبي (ربما سلالة السادة) لم يولد بعد. سيولد في المستقبل ويصبح منقذ البشرية من الجور والظلم. كما أن معظم أهل السنة يعتبرون المهدي شخصًا عاديًا وطاهرًا جدًا، وهو ما يتعارض مع نبوءات الديانات الإبراهيمية الأخرى. أكدت معظم الديانات الإبراهيمية أن مخلص نهاية الزمان هو رسول إلهي للبشرية. عند الشيعة، فإن المهدي مختار من الله ، وحجة الله ومعصوم من الخطأ. كما ذكروا دلائل كثيرة على ظهور المهدي. يعتبر الشيعة المهدي إماماً، وعلى عكس السنة بحسب ادعائهم، يعتمدون على أحاديث القرآن وأحاديثه وآياته ، ولا سيما بلاء إبراهيم في سورة البقرة، فيعتبرون الإمامة مكانة إلهية وهي الأعلى. الموقف في نظام الخلق السابق. إنهم يعرفون مكانة محمد على أنه أرقى المخلوقات. يؤكد الشيعة على سلطة الأئمة التكوينية ويعتبرونهم ظهور الله، وقد ذكروا مرارًا في أعمالهم القوى الخارقة التي منحها الله للأئمة. في الحقيقة، الشيعة ليسوا أول من اقترح مخلص سفر الرؤيا كإظهار لله. في الديانة الهندوسية، يُطلق على منقذ نهاية الزمان اسم افاتار، وهو ما يعني التجلي، وتأتي الصورة الرمزية من كلمة افاتاري، والتي تعني إظهار قوة متفوقة. بعض الجماعات من المسلمين، ولا سيما الوهابيين، تعتبر ادعاء الشيعة هذا شِركًا وخرافيًا تمامًا. بينما في التوراة، في سفر التكوين، تم ذكر 12 ملكًا من جيل إسماعيل، والشيعة يعتبرون هؤلاء الملوك الـ 12 هم أئمتهم الـ 12. في كتب الحديث السني، ورد ذكر 12 خليفة بعد نبي الإسلام وآخرهم المهدي المنتظر. يتفق جميع المسلمين على عودة المسيح.
في الإسلام، عيسى بن مريم هو المسيح الذي يُعتقد أنه مُسِح من قبل الله منذ ولادته بمهمة محددة هي أن يكون نبيًا وملكًا. في الإسلام، يُعتقد أن المهدي يتولى مهمة إثبات الحقيقة ومحاربة انقسامات الإسلام، وتوحيد جميع الطوائف قبل عودة المسيح الذي سيقتل المسيح الدجال (على غرار المسيح الدجال في المسيحية)، الذي سيظهر قبله بقليل في شكل بشري في نهاية الزمان، مدعيًا أنه المسيح. ثم يصلي يسوع من أجل موت يأجوج ومأجوج هم قبيلة قديمة معزولة عن الإنسانية سترتقي لتسبب الدمار. بعد أن يقضي على الدجال، ستكون مهمة المهدي الأخيرة هي أن يصبح ملكًا عادلًا ويعيد إقامة العدل. بعد وفاة المهدي ، سيبدأ عهد يسوع للملك المسياني في جلب السلام الأبدي والتوحيد في العالم، وإنهاء جميع الأديان ما عدا الإسلام.
صحيح البخاري 3 : 43: 656 رواه أبو هريرة :
قال رسول الله: "لا تقوم الساعة حتى ينزل فيكم ابن مريم حكما مقسطا فيكسر الصليب ويقتل الخنزير ويضع الجزية ويفيض المال حتى لا يقبله أحد.".
تعتقد الجماعة الإسلامية الأحمدية أن النبوءات المتعلقة بقدوم المسيح والمهدي قد تحققت في شخص ميرزا غلام أحمد القادياني. ادعى أنه المسيح الموعود والمهدي المنتظر، فهو مجئ مجازي الثاني ليسوع الناصري والمرشد الإلهي، الذي تنبأ بقدومه نبي الإسلام محمد.

### العقيدة الدرزية
في العقيدة الدرزية، يُعتبر يسوع المسيح المنتظر وأحد أنبياء الله المهمين، كونه من بين الأنبياء السبعة الذين ظهروا في فترات مختلفة من التاريخ. وفقًا للمخطوطات الدرزية، فإن يسوع هو الإمام الأكبر وتجسد العقل المطلق (عقل) على الأرض والمبدأ الكوني الأول (الحد)، ويعتبر عيسى وحمزة بن علي تجسيدًا لـ إحدى القوى السماوية الخمس الكبرى، التي تشكل جزءًا من نظامهم. تشمل المذاهب الدرزية المعتقدات القائلة بأن المسيح ولد من عذراء اسمها صنعت مريم المعجزات وماتت بالصلب .
يعتقد الدروز أن حمزة بن علي كان تناسخًا ليسوع،  وأن حمزة بن علي هو المسيح الحقيقي، الذي أخرج أعمال المسيح عيسى "ابن يوسف ومريم "، ولكن عند المسيح عيسى "ابن المسيح". يوسف ومريم "ابتعدا عن طريق المسيح الحقيقي، ملأ حمزة قلوب اليهود بالكراهية له - ولهذا السبب ، صلبوه حسب المخطوطات الدرزية.  ورغم ذلك حمزة بن علي أنزله عن الصليب وسمح له بالعودة إلى أهله لتهيئة الرجال للتبشير بدينه.

### العقيدة البابية والبهائية
من سيظهره الله هو شخصية مسيانية في دين البابية. وقد ذكر الباب، مؤسس البابية، الشخصية المسيانية مرارًا في كتابه البيان. وصف الباب الشخصية المسيانية بأنها أصل كل الصفات الإلهية ، وذكر أن أمره يعادل أمر الله. ذكر الباب أنه بمجرد وصول الشخصية المسيانية، كان من المفترض أن تكون قراءة إحدى آياته أكبر من ألف قراءة للبيان. من المسلم به على نطاق واسع أن التنبؤ قد تحقق من قبل حضرة بهاء الله، مؤسس الدين البهائي.

## ديانات أخرى

### الزرادشتية
وفقًا للفلسفة الزرادشتية، تم تنقيحها في زنده اي فوهمان ياشت،
في نهاية شتاءك العاشر من المئة [...] تكون الشمس غير مرئية وأكثر رصدًا؛ السنة والشهر واليوم أقصر؛ وَالأَرْضُ أَقْفُرُ. ولن ينتج المحصول البذرة. والرجال [...] يصبحون أكثر خداعًا وأكثر تعييرًا للممارسات الدنيئة. ليس لديهم امتنان. ستنتقل الثروة الشريفة إلى أولئك الذين يؤمنون بالإيمان المنحرف [...] وستجعل السحابة المظلمة السماء كلها ليلاً [...] وستمطر مخلوقات ضارة أكثر من الشتاء.
سوشیانت، رجل السلام، يحارب قوى الشر. وصفت أحداث التجديد النهائي في بوندهايشن: "في المعركة النهائية مع الشر، سوف يذوب يازاتا ايزدان و أتار (هوم الزرادشتي للنار المقدسة) المعدن في التلال والجبال، وسيحدث ذلك. الأرض كنهر '( بنداهيشن 34.18) ، لكن الصالحين ( أشوان ) لن يتأذوا ".
في النهاية ، سينتصر أهورامزدا، وسيقوم وكيله سوشیانت بإحياء الموتى، الذين ستتم استعادة أجسادهم إلى الكمال الأبدي، وسيتم تطهير أرواحهم وتوحيدها مع الله. سينتهي الوقت بعد ذلك، وستظل الحقيقة / البر ( آشا ) والخلود بعد ذلك أبديين.

### اصل ساوشيانت
وصف الدكتور الزرادشتي أردشير خورشيديان، الطبيب والباحث والكاتب ورئيس جمعية موبيدان في طهران، فكرة ساوشيانت بأنها قد تم تطويرها من قبل الزرادشتيين وأن فكرة أن ساوشيانت هو الموعود جاءت من اليهود، ولكن مع الفتح الإسلامي لبلاد فارس أصبحت الفكرة أكثر انتشارًا بين الزرادشتيين. كما أنكر الدكتور كيرسي أنتيا، رئيس الكهنة الزرادشتيين في شيكاغو ، إلينوي ، أن تكون أوجه التشابه بين اليهودية والزرادشتية ناجمة عن التأثير الفارسي على اليهودية
ويقول أيضًا كورش نيكنام ، وهو كاتب وباحث في الثقافة الإيرانية القديمة، إن فكرة المخلص هي تفسير خاطئ من قبل كهنة العصر الساساني ، وأنه في الحقيقة لا يوجد مخلص، بل التفسير الصحيح لكلمة ساوشيانت هو المفيد من المقدس.
ويضيف مانيكجي نوسيروانجي دهالا، وهو كاهن زرادشتي وعالم ديني باكستاني، أن كلمة ساوشيانت ليست اسمًا لأي فرد معين، بل هي مصطلح عام يشير إلى زرادشت وزملائه في العمل وتقول دينا جي ماكنتاير، وهي امرأة هندية امريكية وزرادشتية لها دراسات حول الجاثة, أنكرت وجود مخلص واعتبرته فكرة ظهرت في الأدبيات اللاحقة
ويقول الزرادشتي فرهنگ مهر; ان هذه النصوص قد كتبت ـ من وجهة نظري ـ بعد قرون من اندثار الساسانيين وأفول نجمهم، وكان السبب من وراء ذلك يكمن في منافسة الأديان الإبراهيمية التي بدأت تتفوّق سياسياً في المنطقة، فأخذت الزرادشتية تنسب لزرادشت معاجز توازي وتتكافأ مع معاجز أنبياء الديانات الإبراهيمية

### البوذية
مايتريا هو بوديساتفا الذي في التقليد البوذي يجب أن يظهر على الأرض، ويحقق التنوير الكامل، ويعلم الدارما الخالصة. وفقًا للكتاب المقدس، سيكون مايتريا خليفة لمؤسس البوذية ساكياموني بوذا التاريخي. تم العثور على نبوءة وصول مايتريا في الأدب الكنسي لجميع الطوائف البوذية. ( ثيرافادا، ماهايانا، فاجرايانا) ويقبلها معظم البوذيين على أنها بيان حول حدث حقيقي سيحدث في المستقبل البعيد.
على الرغم من ظهور مايتريا بوذا في الأدب الكنسي المشترك بين العديد من طوائف البوذية ، فإن البوذيين في سياقات تاريخية مختلفة تصوروا مايتريا بوذا بطرق مختلفة. في البوذية الصينية في العصور الوسطى المبكرة، على سبيل المثال ، اجتمعت الأفكار الطاوية والبوذية لتنتج تأكيدًا خاصًا على الدور المسيحاني لبوديساتفا المسمى "أمير ضوء القمر". علاوة على ذلك، تميزت تقاليد مايتريان الصينية نفسها بتنوع كبير. جادل إريك زورشر بأن طائفة مايتريا "الكنسية" من القرن الرابع إلى القرن السادس اعتقدت أن مايتريا تعيش في توشيتاالجنة حيث قد يولد البوذيون من جديد في المستقبل البعيد جدًا. ومع ذلك، يعتقد تقليد منافس آخر أن مايتريا ستظهر في المستقبل القريب في هذا العالم لتوفير الخلاص في زمن البؤس والانحطاط. هذا الشكل الأخير من معتقدات مايتريان يخضع للرقابة بشكل عام وأدين باعتباره هرطقة لدرجة أن عددًا قليلاً من المخطوطات التي كتبها البوذيون المتعاطفون مع هذا التقليد بقيت على قيد الحياة.
استمر مايتريا بوذا في أن يكون شخصية مهمة في تمردات الألفية عبر التاريخ الصيني مثل التمردات المرتبطة بما يسمى مجتمع اللوتس الأبيض.

### طوائف البضائع
جون فروم هو شخصية مرتبطة بطقوس الشحن في جزيرة تانا في فانواتو. غالبًا ما يتم تصويره على أنه جندي أمريكي في الحرب العالمية الثانية سيجلب الثروة والازدهار للناس إذا اتبعوه. يتم تصويره أحيانًا على أنه أسود وأحيانًا أبيض. نقلاً عن تقرير ديفيد أتينبورو عن لقاء: "أبدو مثلك". حصلت على وجه أبيض. "أي رجل طويل." أعيش "طويلاً أمريكا الجنوبية."

### المسيحية النازية
كانت هناك مؤلفات مهمة حول الجوانب الدينية المحتملة للنازية. يقترح ويلفريد دايم أن هتلر والقيادة النازية خططوا لاستبدال المسيحية في ألمانيا بدين جديد يعتبر فيه هتلر مسيحًا . في كتابه عن العلاقة بين لانز فون ليبنفيلس وهتلر، نشر دايم إعادة طبع لوثيقة مزعومة لجلسة حول "الإلغاء غير المشروط لجميع الالتزامات الدينية بعد النصر النهائي ... مع إعلان متزامن لأدولف هتلر باعتباره المسيح الجديد".
ضمن ديانة ووتانسفولك الغامضة، يُنظر إلى دافيد يدن على أنه "666 رجل" و "ارجل ديفيد" من النبوة ، و "المسيح" المعادي للمسيحية المتجسد من أجل "تحذير وإنقاذ العرق الأبيض الآري من الانقراض القريب" .

### المسيحية والروسية السلافية
اعتبرت المسيحية السلافية الرومانسية أن السلاف، وخاصة الروس، يعانون من أجل استعادة الدول الأوروبية الأخرى، وفي النهاية البشرية جمعاء. كان لهذا الموضوع تأثير عميق في تطور عموم السلافية والإمبريالية الروسية والسوفياتية. يظهر أيضًا في أعمال الشاعر الرومانسي البولندي زيجمونت كراسينسكي وآدم ميكيفيتش، بما في ذلك التعبير المألوف للأخير، (" بولندا هي مسيح الأمم"). تظهر الأفكار المسيانية في "كتب سفر التكوين للشعب الأوكراني" ( جماعة إخوان القديسين سيريل وميثوديوس مانيفستو )، التي اعترفت فيها المساواة والديمقراطية العالمية في زابوريزهيان سيش، بأنها إحياء للمجتمع البشري خطط له في البداية من قبل الله والإيمان بإحيائه في المستقبل، المرتبطة بالإيمان بموت وقيامة المسيح. ستوسع أوكرانيا التي ولدت من جديد الحرية والإيمان العالميين في جميع البلدان السلافية، وبالتالي ، سيتم استعادة المجتمع المثالي.

### سيباستيانيسم
السبستيانيزم هي أسطورة مسيانية برتغالية، تستند إلى الاعتقاد بأن ملك البرتغال سيباستيان ، الذي اختفى في معركة ألكاسير كويبير ، سيعود إلى البرتغال ويخلق الإمبراطورية الخامسة . اكتسب الإيمان زخماً بعد تفسير القس أنطونيو فييرا لدانيال 2 وكتاب الرؤيا . في البرازيل ، حدث أهم مظهر من مظاهر المذهب السيباستاني في سياق إعلان الجمهورية، عندما ظهرت حركات دافعت عن العودة إلى الملكية. تم تصنيفها على أنها مثال للملك نائم في صورة جبلية فولكلورية ، يرمز إليها أشخاص ينتظرون بطلاً. كتب المؤلف البرتغالي فرناندو بيسوا عن مثل هذا البطل في ملحمته مينساجيم ( الرسالة ).
إنها الأساطير الألفية الأطول عمراً والأكثر نفوذاً في أوروبا الغربية ، حيث كان لها أصداء سياسية وثقافية عميقة من وقت وفاة سيباستيان حتى أواخر القرن التاسع عشر على الأقل في البرازيل.

### الطاوية
حوالي القرن الثالث الميلادي، طورت الطاوية الدينية أفكارًا أخروية. عدد من الكتب المقدسة، توقع نهاية الدورة العالمية، الطوفان، الأوبئة، ومجيء المنقذ لي هونج (يجب عدم الخلط بينه وبين شخصيات تانج).

### الويكاو الستريغرياوالوثنية الجديدةوالشعوذة
أراديا هو أحد الشخصيات الرئيسية في عمل الفلكلوري الأمريكي تشارلز جودفري ليلاند عام 1899 أراديا، أو إنجيل السحرة، والذي يعتقد أنه نص ديني حقيقي تستخدمه مجموعة من السحرة الوثنيين في توسكانا، وهو ادعاء له فيما بعد تم الجدل من قبل الفلكلوريين والمؤرخين الآخرين. في إنجيل ليلاند، تم تصوير عراديا على أنها مسيح أُرسل إلى الأرض لتعليم الفلاحين المضطهدين كيفية أداء السحر لاستخدامه ضد الكنيسة الرومانية الكاثوليكية والطبقات العليا.
منذ نشر إنجيل ليلاند، أصبحت أراديا "على الأرجح واحدة من الشخصيات المركزية لإحياء السحر الوثني الحديث" وعلى هذا النحو ظهرت في أشكال مختلفة من الديانة الجديدة ، بما في ذلك الويكا وستريغيريا، كإله حقيقي. رافين غريماسي ، مؤسس تقليد ستريغيريا المستوحى من الويكا ، يدعي أن أراديا كانت شخصية تاريخية تُدعى أراديا دي توسكانو، التي قادت مجموعة من "الساحرات عبادة ديانا" في القرن الرابع عشر في توسكانا.